# Subprefettura di Vila Mariana
La Subprefettura di Vila Mariana è una subprefettura (subprefeitura) della zona centrale della città di San Paolo in Brasile, situata nella zona amministrativa Sud-Centrale.

## Distretti
- Vila Mariana
- Saúde
- Moema